# Battlefleet Gothic: Armada
Battlefleet Gothic: Armada — відеогра жанру стратегії в реальному часі, розроблена Tindalos Interactive і видана компанією Focus Home Interactive 21 квітня 2016 року. Гра є адаптацією настільної гри Battlefleet Gothic, похідної від Warhammer 40,000, зображаючи битви космічних кораблів. Має супутню гру для мобільних пристроїв Battlefleet Gothic: Leviathan, випущену 27 липня 2016.
Події Battlefleet Gothic: Armada зображають вигадану війну всесвіту Warhammer 40,000 — Готичу війну між Імперіумом людства та силами Хаосу на чолі з військом Абаддона Грабіжника.

## Ігровий процес

Бій космічного флоту Імперіуму проти флоту Хаосу

### Основи
Гравець виступає в ролі адмірала космічного флоту, проводить бої та турбується між битвами про стан своїх кораблів. Переміщення флотів, модернізація, відбуваються покроково, а бої — в реальному часі. Основні події супроводжуються репліками і діалогами таких персонажів як губернатори планет та інквізитори, зайнятими боротьбою проти Абаддона.
Карта сектора зображає зоряні системи та маршрути між ними. Біля кожної системи піктограмами наводиться інформація про її власника і наявність особливих об'єктів, таких як наявність індустріальних «світів-вуликів», космічних станцій. Їх втрата виливається у штрафи, до прикладу, втрата «світів-вуликів» збільшує вартість вдосконалень. Кожен корабель має ціну в очках і перед боєм гравець обирає які кораблі взяти, щоб вкластися у встановлений ліміт. Цей ліміт зростає в міру росту кваліфікованості адмірала за рівнями від 1 до 8. За перемогу, меншою мірою за поразку, та виконані додаткові умови адмірал заробляє очки визнання, але також може отримати штрафи. Ці очки витрачаються на покупку нових кораблів та ремонт і вдосконалення наявних.
Всі кораблі поділяються на ескортні, легкі крейсери, крейсери, лінійні крейсери і лінкори. В кожному з видів є по кілька моделей. Кораблі володіють характеристиками: цілісність корпусу, щити, швидкість польоту, швидкість розвороту, радіус дії детекторів, розмір екіпажу, кількість турелей, броня. Гравець може модернізувати кораблі за категоріями: двигуни, щити, палуби, корпус, озброєння. Також доступні уміння, поділені за категоріями: захист, ушкодження, контроль, підтримка, розвідка, маневри. Специфікації екіпажу, де гравець назначає потрібних спеціалістів, змінюють параметри корабля, такі як шанс влучного пострілу чи швидкість ремонту. Кожна фракція має кілька джерел підтримки на вибір. Наприклад, Імперський флот в даній кампаній може отримувати підтримку від організацій: Інквізиції, Адептус Механікум, командування Імперського флоту, Адептус Астартес. Кожна з організацій надає свої бонуси. Назви кораблів генеруються автоматично з попередньо заданих двох частин, відповідних своїй фракції, але гравцеві дозволяється переназивати кораблі.
Бої відбуваються на площині, заповненій астероїдами, пиловими хмарами і космічними станціям. Виділяючи кораблі мишкою, гравець вказує куди їм рухатися, як розташуватися, якою зброєю атакувати і яке обладнання задіяти. Впродовж кампанії наявні різні завдання, крім простого знищення ворога також доводиться викрадати дані з ворожих кораблів, супроводжувати конвої, підтримувати наземні війська. Пошкодження різних частин кораблів дають різні ефекти, а гравцеві можливо вказувати на яких саме концентрувати вогонь. За скрутної ситуації корабель може евакуюватися, після кількох секунд підготувань покинувши поле бою. На борту корабля може відбутися бунт або він сам загубиться при відступі. Шанс бунту зростає за втрати потужних кораблів, а гравець може силою придушити незгоду зі своїми діями.
Багатокористувацькі бої передбачають змагання гравців 1 на 1, або 2 на 2. В них немає зоряної карти, а битва починається одразу після вибору фракції, адмірала і налаштувань кораблів. Гравцеві надається змога спробувати одиничні сутички з адміралом максимального рівня, або «затятий режим» з низки боїв, де адмірал поступово розвивається.

### Ігрові фракції
- Імперський флот — космічні сили Імпе́ріуму людства. Його кораблі володіють потужною зброєю, міцною бронею і оснащуються торпедами. Але в той же час повільні та мають малу далекобійність. Особливістю торпед є пробивання ворожих силових щитів і прямолінійний політ. Великі кораблі крім того оснащені лазерними гарматами, які ефективні проти нерухомих цілей, і гарматами «Нова», дієвими проти щитів. Пошкоджені кораблі здатні після короткої підготовки евакуйовуватися з поля бою. Мають підтримку від організацій: Інквізиція, Адептус Механікум, командування Імперського флоту, Адептус Астартес.
- Хаос — зрадники Імперіуму, які служать богам Хаосу. Їхні кораблі швидкі і далекобійні, але порівняно малопотужні та володіють слабкою бронею. Як і кораблі Імперіуму, несуть торпеди, але в меншій кількості. Поряд з Імперським флотом ця фракція вважається найлегшою для керування. Підтримка від богів: Корна, Нургла, Цзінча, Слаанеш.
- Орчі пірати — космічні сили орків, призначені для боїв та грабунків. Вирізняються перевагами в абордажі та стійкістю. Кораблі орків не мають поділу за моделями, але кожен можна гнучко модифікувати поокремо. Однак вони мають низьку точність, ненадійні обладнання та зброю, а екіпажі схильні до непокори. З-поміж усіх флотів орки найбільш схильні до абордажів і таранних атак. Окремі пошкоджені кораблі, як і в Імперіуму, здатні аварійно покидати поле бою. Підтримка від кланів: Злі сонця, Криваві сокири, Бугаї, Погані місяці.
- Елдарські корсари — флоти високорозвиненої цивілізації е́лдарів, які вирізняються високою швидкістю і маневреністю кораблів. Попри вразливість корпусу, кораблі захищаються і маскуються голополями, коли швидко рухаються. Вони дуже надійні, мають найсильніші космічні літаки, але вразливі і в більшості мають озброєння тільки спереду. Екіпажі кораблів вирізняються відданістю і не панікують та не бунтують, завдяки чому елдари борються до кінця, незалежно від отриманих ушкоджень. Завдяки швидкості можуть відлітати на безпечну відстань і вчасно виконувати саморемонт. Підтримка від штучних світів: Алайток, Біел-Тан, Сейм-Ханн, Ультве.
- Космічний десант — кораблі орденів Космодесанту, елітних бійців Імперіуму, покликаних усувати найбільші загрози. Фракція вийшла як DLC 21 червня 2016 року. Кораблі Космодесанту спеціалізуються на боях ближніх дистанцій, сильно броньовані й надзвичайно ефективні в абордажі. Володіють технологіями, що роблять кораблі невразливими до ворожих дистанційних впливів, а при абордажі дають змогу обирати пріоритетні цілі на борту. Фракція має поділ за орденами: Ультрамарини, Космічні Вовки, Темні Янголи, Криваві Янголи, Імперські Кулаки[4].
- Тау — флоти молодої високотехнологічної імперії Тау, в союзі з якою також перебувають менш розвинені круути, нікассари і деміурги. Фракція вийшла як DLC 29 вересня 2016. Тау мають далекобійні кораблі з потужними торпедами і гарматами, що передбачають різноманітні вдосконалення. Є два основних шляхи розвитку флоту: Монт'ка (спеціалізація на абордажі) і Каюн (збільшення точності дальніх пострілів). Тау отримують підтримку від каст свого суспільства: Вогню, Води, Землі, Повітря[5].

## Сюжет
Сили Хаосу давно не турбували Імперіум масштабними діями, ховаючись в Оці Жаху — регіоні галактики, де матеріальний світ перетинається з Варпом. Абаддон Грабіжник, формальний лідер сил Хаосу, приходить до провидиці Моріанни, яка віщує Абаддону, що він стане найславетнішим завойовником, ім'я якого вся галактика промовлятиме зі страхом і ненавистю, якщо знайде «фортеці серед зірок». Абаддон допитується що це за фортеці, та не отримує чіткої відповіді. В пошуках цих джерел могутності він збирається піти війною на Імперіум.
Року 139.M41 капітан Спайр прилітає на своєму легкому крейсері до однієї з космічних станцій Імперіуму, щоб з'ясувати чому з нею перервався зв'язок. Він висаджує війська на станцію, які доповідають, що весь персонал жорстоко винищений. Раптом вони стикаються зі зрадниками, які влаштували засідку і активували оборонну платформу. Розстрілявши платформу, корабель пеленгує наближення двох кораблів Хаосу, з якими вступає в бій. Після перемоги з пилової хмари вилітає величезний флот у напрямі Готичного сектора і Спайр приймає рішення здійснити аварійний стрибок крізь Варп, щоб покинути поле бою і попередити командування.
Крейсер прибуває до форту Мов, де командування, зокрема лорд-адмірал Рейвенсберґ, вагається чи слід довіряти Спайру, оскільки він походить з повстанської планети. Зважаючи на масштаб можливої небезпеки, інквізитор Горст вважає за потрібне дізнатися від капітана все можливе. Він катує Спайра і, не знайшовши у його словах неправди, відпускає. Спайра за його відданість і чесність підвищують у званні до адмірала та доручають захистити Готичний сектор.
Минає рік і Рейвенсберґ відправляє Спайра перехопити командний корабель зрадників, щоб добути плани дій Хаосу. Добуті дані вказують, що вороги збираються напасти на планету Чистилище, але незабаром інквізитор Горст отримує від помираючого губернатора відомості про вже почату атаку на неї та викрадення артефакту «Рука пітьми». Рейвенсберґ посилає флот Спайра перехопити реліквію. В разі невдачі Абаддон заволодіває артефактом, збільшуючи свою могутність. За успіху Спайр супроводжує корабель інквізитора Горста з «Рукою пітьми» до безпечної зони і мусить захистити його в умовах диверсії.
Ще за рік на планету Орнсворлд нападає інший флот Абаддона з наміром викрасти реліквію «Око ночі». Слухаючись наказу Горста, адмірал Спайр збирає флот, прориває орбітальну облогу Орнсворлду і здійснює бомбардування позицій ворога на поверхні. Однак вороги встигають доставити реліквію на космічну станцію, яку Спайру доводиться штурмувати, добути «Око ночі» та вдруге супроводити інквізитора Горста.
У 143.M41 в Готичному секторі починається варп-шторм, роблячи неможливими польоти до решти Імперіуму. Лорд-адмірал Рейвенсберґ скликає Раду Командування Сектора, він стурбований все частішими нападами еладрів, організованими набігами орків та посиленням єресей. Зі штормом до сектора вривається величезний флот Хаосу під особистим командуванням Абаддона Грабіжника, котрий оголошує 12-й Чорний Хрестовий Похід проти Імперіуму. Спайру вдається здолати Хаос в системі Орар, а також знищити флагман «Меч блюзнірства». Проте Абаддон досягає однієї зі своїх цілей — успішно захоплює стародавню Чорнокам'яну фортецю IV в системі Рібо. Він демонструє силу, знищуючи планету Сававен флагманом «Планетовбивця». Починаються похмурі сім років, за які Спайр мусить захищати планети сектору від елдарів, орків і єретиків, спостерігаючи повільне виснаження військової сили. Зокрема під його командуванням знищується флагман «Митарство». Чорнокам'яна фортеця атакує станцію Адептус Механікус в системі Лукітар і або успішно знищує її, або під натиском флоту Спайра відступає, отримавши значні ушкодження. Комодор Вандез вирішує попередити сили Імперіуму в системі Брінаґа про Чорнокам'яну фортецю. Але це виявляється пасткою — Абаддон захоплює Чорнокам'яну фортецю VI та винищує сили Вандеза.
До Рейвенсберґа звертається з пропозицією перемир'я один з принців елдарських корсарів, Елдратайн. В заміну він просить допомоги проти орків, на що Спайр може як погодитися, так і відмовити. В разі згоди об'єднані флоти Спайра і Елдратайна знищують орчий флот, хоч і не довіряють одне одному. Принц попреджає адмірала, що його провидці бачать зраду шанованого Рейвенсберґом капітана Окара. Якщо Спайр повірить словам елдара, він знову об'єднує з ним сили і знищує Окара.
Якщо досі гравець не довіряв елдарам, сили Імперіуму в секторі виявляють варп-браму елдарів, крізь яку прибувають підкріплення. Спайр штурмує браму і цим припиняє набіги елдарських корсарів. Якщо ж він допомагав Елдратайну, принц сам розкриває існування брами і просить допомоги в обороні проти військ Абаддона. На бій біля варп-брами прибуває «Планетовбивця» з наміром знищити цю споруду та підірвати сили елдарів. Якщо Спайру вдається не допустити руйнування брами, елдари стають союзниками Імперіуму. Так чи інакше, їхні набіги припиняються.
Намагаючись виявити базу орків, адмірал Спайр заманює в пастку одного з орчих ватажків. Аналізуючи інформацію, отриману з його корабля, техножерці дізнаються про космічне руйновище, яке служить за штаб. Щоб виявити його, техножерці створюють маяк, який встановлюється на судно іншого ватажка. Спайр змушує його відступити до руйновища на ремонт. Після цього Спайр відслідковує координати і нападає на штаб. Орки збираються застосувати стародавню циклонну торпеду, призначену для знищення планет, та зрештою вона вибухає на руйновищі. Орки розбігаються та знищуються лояльними кораблями.
Абаддон вдирається до системи Фуларі, де поєднує сили своїх фортець і знищує планету Фуларіс II, після чого захоплює Чорнокам'яну фортецю I. Впевнений у перемозі, Абаддон нападає на аграрну планету Гіді, маючи «Планетовбивцю», але флот Спайра успішно відбиває атаку, змушуючи ворогів відступити. Спайр здобуває перемогу над флагманом «Вічність болю», після чого настає поворотний момент.
У 150.M41 Рейвенсберґ збирає всі сили сектора і завдає нищівної поразки силам Абаддона в битві при Гефсиманії. За кілька місяців варп-шторм вщухає, і до Готичного сектора прибуває допомога з решти Імперіуму. Починаються контратаки проти флотів Хаосу, зокрема вдається зруйнувати «Підтвердження кінця» — флагман останнього з воєначальників Абаддона. У відповідь Абаддон спрямовує війська в систему Тарантіс, об'єднує міць трьох Чорнокам'яних фортець і підриває зірку Тарантіс.
Настає 151.M41 і остання битва Готичної війни. Армада Хаосу з трьома Чорнокам'яними фортецями під особистим командуванням Абаддона атакує систему Шіндельгейст, де знаходиться Чорнокам'яна фортеця V. Об'єднані сили всього Готичного сектора прибувають туди аби не допустити підриву зірки Шіндельгейст. Спайр завдає тяжких ушкоджень «Планетовбивці», змушуючи Абаддона покинути поле битви. Проте фортеці підлітають до зірки і готуються до пострілу. Рейвенсберґ закликає до відступу, але капітан Абрідал, користуючись своїм розташуванням біля фортець, вводить свій корабель у їхній промінь. Корабель вибухає, але це перевантажує енергетичні системи фортець, як наслідок сили Хаосу відступають разом з двома дієздатними фортецями, а третю кораблі Імперіуму беруть на абордаж.
Дослідження фортеці нічого не дає, всередині не знаходять ні обладнання, ні персоналу. Раптом фортеця розпадається, а дослідники ледве встигають врятуватися. Інквізитор Горст розмірковує що сталося б, якби Абаддон заволодів усіма шістьма Чорнокам'яними фортецями, і що хтось умисно знищив добуту Імперіумом. На тлі осколків фортеці з'являється темна постать (к'тан Мефет'ран, Обманщик), бачена у вступному відео, і лунають слова Моріанни з нього ж: «Я бачу фортеці серед зірок. Шість у колі. Але вони дрімають, і їх треба пробудити …».
В столиці Імперіуму, Святій Террі, відкривають меморіал на честь загиблих в Готичній війні. На велетенській стелі меморіалу записані імена кожного, хто доклав зусиль для перемоги. Закінчується гра промовою Спайра, в якій він прославляє Імперський флот, що як і завжди готовий боронити людство від його ворогів.

## Розробка
Гру було анонсовано 16 січня 2015 року. Розробники повідомили, що Battlefleet Gothic: Armada буде адаптацією настільної Battlefleet Gothic в жанрі стратегії в реальному часі. Тоді ж стали відомі ігрові фракції, деякі основи ігрового процесу і рушій гри, Unreal Engine 4. Перший трейлер Tindalos Interactive оприлюднили 7 травня, в ньому зображалися бої на рушієві гри, без демонстрації ігрового процесу.
Перший трейлер із зображенням ігрового процесу вийшов 10 вересня 2015. В грудні 2016 року було повідомлено, що для тих, хто оформив попереднє замовлення, а також як DLC (завантажуваний вміст) для звичайних покупців, буде доступний флот Космічних десантників.
Попри анонсований термін виходу гри наприкінці березня, 25 березня Tindalos Interactive оприлюднили інформацію про перенесення дати релізу. Творчий директор Ромен Клав'є пояснив це виявленням під час бета-тестування аспектів, які потребують доопрацювання. Крім того Клав'є згадав додаткову фракцію, крім Космічних десантників, яка стане доступною безкоштовно для тих, хто оформить попереднє замовлення Battlefleet Gothic: Armada.
В квітні було анонсовано супутню мобільну відеогру Battlefleet Gothic: Leviathan, яка концентрується на протистоянні флоту Імперіуму вторгненню тиранідів і заснована на кампанії «Щит Баала» для Warhammer 40,000.
Напередодні виходу, 20 квітня, Focus Home Interactive оприлюднили трейлер, що видовищно зображав битву військ Імперіуму з Хаосом. Вийшла гра 21 квітня, в Україні стала доступною для завантаження в Steam ввечері того ж дня.
Обіцяне DLC, що додасть кораблі Космодесанту, отримало свій трейлер 17 червня. В ньому демонструвалися кораблі Космодесанту тих орденів, що стануть доступними в грі.
24 січня 2018 року було анонсовано продовження під назвою Battlefleet Gothic: Armada II.

## Оцінки й відгуки
Гра отримала загалом високі оцінки, зібравши на агрегаторі Metacritic 78 балів зі 100 від критиків і 7,3 з 10 від пересічних гравців.
IGN дали Battlefleet Gothic: Armada 71/100, відзначивши добре передану атмосферу всесвіту Warhammer 40,000, цікавість боїв та можливості багатокористувацької гри. Разом з тим вказувалося на бідний мікроменеджмент і повільний темп битв. В IGN Russia високо оцінили можливості налаштування кораблів і складність сутичок, назвавши Battlefleet Gothic: Armada однією з найкращих стратегій на тему космічних битв, давши 8,5/10.
Від PC Gamer гра отримала 80/100 із висновком: «Пишна подача всесвіту Warhammer 40,000 з відмінним похмурим дизайном. Хоча мультиплеєр потребує доопрацювань в балансі».

## Відмінності від першоджерел
В настільній Battlefleet Gothic фігурують ті ж основні персонажі, що і в Battlefleet Gothic: Armada, але не згадуються адмірал Спайр і принц Елдратайн. Походження Чорнокам'яних фортець лишалося неясним і в настільній грі, і в адаптації.
Історія Готичної війни описана в книзі правил для Battlefleet Gothic і не пропонує розвилок сюжету. За каноном Абаддон зумів захопити реліквії «Рука пітьми» і «Око ночі» та використати їх для збільшення військової міці. Союз з елдарами було укладено і імперські кораблі, користуючись брамою, змогли отримати перевагу над флотами Хаосу в швидкості. Після перемоги в системі Шіндельгейст війна не завершилася, сили Хаосу ще неодноразово здійснювали напади задля помсти. Ще кілька років тривало відвоювання захоплених планет Готичного сектора.
Згідно актуальної редакції кодексу некронів для Warhammer 40,000, к'тани на час подій гри перебувають у формі осколків, майже не здатних до самостійних дій. В раніших редакціях зазначалося, що саме Обманщик свого часу, задовго до Готичної війни, знищив більшість Чорнокам'яних фортець, створених давніми елдарами для війни проти к'танів.